# Ctenomys coyhaiquensis
Ctenomys coyhaiquensis е вид бозайник от семейство тукотукови (Ctenomyidae).

## Разпространение
Видът е разпространен в Чили.